# W. D. 로스
윌리엄 데이비드 로스 경(Sir William David Ross, 1877년 4월 15일 – 1971년 5월 5일)은 윤리학 연구로 유명한 스코틀랜드 철학자로, 데이비드 로스(David Ross)로도 알려져 있으나 보통 인용할 때는 W. D. 로스(W. D. Ross)라는 이름으로 인용한다.
로스의 대표적인 저작은 《옳음과 선함》(1930년)으로, G. E. 무어의 결과론적 형식을 취한 직관주의에 대응하여 다원주의 및 의무론적 형식을 취한 직관주의 윤리학을 발전시킨 것으로 알려져 있다.
그 뿐만 아니라 로스는 아리스토텔레스의 여러 저작들을 비판적으로 편집하고 번역했으며, 희랍 철학에 관해서도 글을 남겼다.
로스의 업적으로는 존 알렉산더 스미스와 공동으로 작업한 12권의 아리스토텔레스 번역을 들 수 있다.

## 생애
윌리엄 데이비드 로스는 스코틀랜드 북부에 위치한 케이스네스 서소에서 존 로스(1835-1905)의 아들로 태어났다.
로스는 남인도에서 6살 때까지 어린 시절을 보내다가 이후 에든버러 왕립 고등학교와 에든버러 대학교를 나왔다. 로스는 1895년 고전학 석사 우등학위를 수여받았다. 이후 옥스퍼드 대학교 베일리열 칼리지에서 남은 학업을 이어가 1898년 고전학 시험에서 수석을 하고 1900년 리테라이 후마니오레스 시험에서도 수석을 했다. 로스는 1900년 머튼 칼리지 학회원이 되었으며, 이후 1945년까지 학회원직을 유지했다. 이후 로스는 1902년 10월 오리얼 칼리지의 교강사 학회원으로 뽑혔다.
이후 로스는 제1차 세계 대전이 한창이던 1915년 입대하여 군수성에서 일하는 소령이 되었다. 로스는 전시 동안의 노고를 인정받아 1918년 대영제국 장교 훈장을 수여받았으며, 이후 1938년 대영제국 대영제국 지휘관 기사로 승급되었다.
로스는 윤리 철학 화이트 교수(1923-1928), 옥스퍼드 대학교 오리얼 칼리지 학장(1929-1947), 옥스터드 대학교 부총장(1941-1944), 부총장대행(1944-1947)을 역임하였다. 또한 로스는 1939년부터 1940년까지 아리스토텔레스 학회장을 맡았으며, 영국 학회원으로 선출되어 1936년부터 1940년까지 학회장을 맡기도 했다.
로스는 1971년 5월 5일 옥스퍼드에서 사망하였다. 이후 에딘버러 그레인지 묘지에 있는 부친에 묘에 같이 묻혔다.

## 저작 목록
- 《아리스토텔레스》 Aristotle, 1923.
  - 《아리스토텔레스》, 김진성 역, 세창출판사, 2016.
  - 《아리스토텔레스》, 김진성 역, 누멘, 2011.
- 《아리스토텔레스의 형이상학》 Aristotle's Metaphysics, 1924.
- 《옳음과 선함》 The Right and the Good, 1930.
- 《아리스토텔레스의 자연학》 Aristotle's Physics, 1936.
- 《아리스토텔레스의 전·후분석론》 Aristotle's Prior and Posterior Analytics, 1949.
- 《플라톤의 이데아론》 Plato's Theory of Ideas, 1951.
  - 《플라톤의 이데아론》, 김진성 역, 누멘, 2011.
- 《칸트의 윤리론》 Kant's Ethical Theory, 1954.